# Sletanje na Mesec
Sletanje na Mesec je dolazak svemirske letelice na površinu Meseca. To obuhvata misije sa posadom i robotske misije. Prvi predmet koji je stvorio čovek koji je dodirnuo Mesec bila je sovjetska Luna 2, dana 13. septembra 1959.
Američki Apolo 11 je bila prva misija s posadom koja je sletela na Mesec, dana 20. jula 1969. Između 1969. i 1972. bilo je šest američkih sletanja s posadom, i brojnih bespilotnih sletanja. Mekih sletanja nije bilo između 22. avgusta 1976. i 14. decembra 2013. godine.
Sjedinjene Države su jedina zemlja koja je uspešno vodila misije s posadom na Mesecu, a poslednji put su napustili mesečevu površinu u decembru 1972. godine. Sva meka sletanja bila su na bliskoj strani Meseca do 3. januara 2019, kada je kineska letelica Čange 4 izvršila prvo sletanje na daleku stranu Meseca.

## Sletanja bez posade
Nakon neuspešnog pokušaja Lune 1 da sleti na Mesec 1959. godine, Sovjetski Savez je izvršio prvo tvrdo sletanje na Mesec, „tvrdo” u smislu da se svemirski brod namerno srušio na Mesec, kasnije iste godine sa svemirskim brodom Luna 2. Ovaj podvig su SAD duplirale 1962. godine sa Randžerom 4. Od tada je dvanaest sovjetskih i američkih svemirskih letelica koristilo zakočne rakete (retrorakete) za obavljanje mekih sletanja i izvršavanje naučnih operacija na lunarnoj površini, između 1966. i 1976. Godine 1966. SSSR je ostvario prvo meko sletanje i snimili su prve slike sa mesečeve površine tokom misija Luna 9 i Luna 13. SAD su sledile sa pet mekih sletanja bespilotnih letelica u okviru geometarskog programa.
Sovjetski Savez je ostvario prvi povratak uzorka lunarnog tla pomoću sonde Luna 16 dana 24. septembra 1970. Sledili su Luna 20 i Luna 24, 1972 i 1976, respektivno. Nakon neuspeha prilikom lansiranja prvog Lunohoda, Luna E-8 Br.201, Luna 17 i Luna 21 su bile uspešne bespilotne misije lunarnog rovera 1970. i 1973. godine
Mnoge misije su bile neuspešne pri lansiranju. Pored toga, nekoliko bespilotnih misija sletanja doseglo je lunarnu površinu, ali nisu bile uspešne, uključujući misije: Luna 15, Luna 18 i Luna 23, sve od kojih su kraširale pri sletanju. Američka letelica Survejor 4 je potpuno izgubila radio kontakt samo nekoliko trenutaka pre sletanja.
U novije vreme, druge nacije su izvele udare svemirskih letelica o površinu Meseca brzinom od oko 8.000 km/h (5.000 mph), često na precizno planiranim lokacijama. To su obično bili lunarni orbiteri na kraju svog životnog veka, koji zbog degradacije sistema više nisu mogli da prevladaju perturbacije lunarne masene koncentracije da bi održali svoju orbitu. Japanski lunarni orbiter Hiten izvršio je udar na površinu Meseca 10. aprila 1993. Evropska svemirska agencija izvršila je kontrolisan udar padom sa svojim orbiterom SMART-1 dana 3. septembra 2006.
Indijska organizacija za svemirska istraživanja (ISRO) izvršila je kontrolisan udar sa svojom Mesečevom impaktnom sondom (MIP) 14. novembra 2008. godine. MIP je bila izbačena sonda iz indijskog orbitera Čandrajan-1 i izvodila je eksperimente daljinske detekcije tokom spuštanja na lunarnu površinu.
Kineski lunarni orbiter Čange 1 izvršio je kontrolni pad na površinu Meseca dana 1. marta 2009. Roverska misija Čange 3 je meko sletela dana 14. decembra 2013, kao i njen sledbenik, Čange 4 dana 3. januara 2019. Sva meka sletanja sa i bez posade su se odvila na bližoj strani Meseca, sve do 3. januara 2019. kada je kineska svemirska letelica Čang 4 izvršila prvo sletanje s druge strane Meseca.
Dana 22. februara 2019. izraelska privatna svemirska agencija SpaceIL je lansirala svemirsku letelicu Berešit pomoću nosača Falkon 9 sa Kejp Kanaverala na Floridi s namerom ostvarivanja mekog sletanja. SpaceIL je izgubio kontakt sa svemirskim brodom i on se srušio na površinu 11. aprila 2019.

## Sletanje s posadom
Ukupno dvanaest ljudi sletelo je na Mjesec. To je postignuto sa dva američka pilota-astronauta koji su leteli Lunarnim modulom u svakoj od šest NASA-inih misija tokom 41-mesečnog perioda počev od 20. jula 1969. godine, sa Neilom Armstrongom i Buzom Oldrinom na Apolu 11, i okončano 14. decembra 1972. sa Džinom Sernanom i Džekom Šmitom na Apolu 17. Sernan je bio poslednji čovek koji je otkoračio sa mesečeve površine.
Sve lunarne misije Apolo imale su trećeg člana posade koji je ostao na brodu komandnog modula. Poslednje tri misije su uključivale mesečev rover za vožnju, lunarno vozilo, radi povećane mobilnosti.

## Naučna podloga
Da bi stigla do Meseca, svemirska letelica prvo mora uspešno da napusti Zemljinu gravitaciju; trenutno je jedino praktično sredstvo raketa. Za razliku od vazdušnih vozila poput balona i mlaznjaka, raketa može da nastavi da ubrzava u vakuumu van atmosfere.
Po približavanju ciljnog meseca, svemirska letelica će se sve više približavati njegovoj površini pri povećanju brzine usled gravitacije. Da bi sletela netaknuta, ona mora da uspori na manje od oko 160 km/h (99 mph) i mora biti ojačana da izdrži udar „tvrdog sletanja“, ili mora usporiti do zanemarive brzine pri kontaktu za „meko sletanje“ (jedina opcija za posadu). Prva tri pokušaja SAD-a da 1962. godine izvedu uspešno sletanje na Mesec sa robusnim paketom seizmometra nisu uspeli. Sovjeti su prvi put postigli prekretnicu tvrdog lunarnog sletanja sa robusnom kamerom 1966. godine, a samo nekoliko meseci kasnije usledilo je prvo bespilotno meko lunarno sletanje SAD-a.
Brzina sudara pri sletanju na površinu je obično između 70 i 100% brzine izlaska sa ciljanog meseca, i stoga je ovo ukupna brzina koja se mora ukloniti iz gravitacionog privlačenja ciljanog meseca da bi došlo do mekog sletanja. Za Zemljin Mesec brzina bekstva je 2,38 km/s (1,48 mi/s). Promenu brzine (koja se naziva delta-v) obično obezbeđuje raketa za sletanje, koju originalno lansirno vozilo mora da nosi u svemir kao deo ukupne svemirske letelice. Izuzetak je meko mesečevo sletanje na Titan koje je izvršila sonda Hjujgens 2005. godine. Kao mesec sa najgušćom atmosferom, sletanje na Titan može se postići korišćenjem tehnika atmosferskog ulaska koje su uglavnom težinski lakše od rakete sa ekvivalentnom sposobnošću.
Sovjeti su uspeli da izvrše prvo sletanje na Mesec 1959. godine. Do kraša pri sletanjau može doći zbog kvarova na svemirskoj letelici, ili se ona mogu namerno organizovati za vozila koja nemaju ugrađenu raketu za sletanje. Bilo je mnogo takvih Mesečevih padova, često sa kontrolisanom putanjom leta tako da udare na precizno izabranim mestima na mesečevoj površini. Na primer, tokom programa Apolo, treći stupan S-IVB rakete Saturn V, kao i istrošeni segment usponskog Lunarnog modula, namerno su srušeni na Mesec nekoliko puta da bi obezbedile udare koji su se registrovali kao mesečev potres na preostalim seizmometrima na mesečevoj površini. Takvi padovi bili su ključni za mapiranje unutrašnje strukture Meseca.
Da bi se vratilo na Zemlju, mesečeva brzina bega mora biti prevaziđena kako bi letelica pobegla iz gravitacionog bunara Meseca. Rakete se moraju koristiti za napuštanje Meseca i povratak u svemir. Po dosezanju Zemlje koriste se tehnike atmosferskog ulaska radi apsorpciju kinetičke energije svemirske letelice koja se vraća i smanjenje njene brzine za sigurno sletanje. Ove funkcije u velikoj meri komplikuju misiju sletanja na mesec i dovode do mnogih dodatnih operativnih razmatranja. Bilo koja raketa za odlazak sa Meseca mora se prvo odneti na Mesečevu površinu raketom za sletanje, što povećava veličinu potonje. Mesečeva raketa za poletanje, veća raketa za sletanje na Mesec i bilo koja oprema za ulazak u atmosferu Zemlje, kao što su toplotni štitovi i padobrani, zauzvrat moraju biti podignuti originalnom lansirnom mašinom, uveliko povećavajući njenu veličinu za značajan i gotovo zabranjen stepen.

## Literatura
- James Gleick, "Moon Fever" [review of Oliver Morton, The Moon: A History of the Future; Apollo's Muse: The Moon in the Age of Photography, an exhibition at the Metropolitan Museum of Art, New York City, 3 July – 22 September 2019; Douglas Brinkley, American Moonshot: John F. Kennedy and the Great Space Race; Brandon R. Brown, The Apollo Chronicles: Engineering America's First Moon Missions; Roger D. Launius, Reaching for the Moon: A Short History of the Space Race; Apollo 11, a documentary film directed by Todd Douglas Miller; and Michael Collins, Carrying the Fire: An Astronaut's Journeys (50th Anniversary Edition)], The New York Review of Books, vol. LXVI, no. 13 (15 August 2019), pp. 54–58. "'If we can put a man on the moon, why can's we...?' became a cliché even before Apollo succeeded.... Now... the missing predicate is the urgent one: why can't we stop destroying the climate of our own planet?... I say leave it [the moon] alone for a while." (pp. 57–58.)

## Spoljašnje veze
- Moon missions (United States) na veb-sajtu  (језик: енглески)